# Rivoli Veronese
Rivoli Veronese – miejscowość i gmina we Włoszech, w regionie Wenecja Euganejska, w prowincji Werona.
Według danych na rok 2004 gminę zamieszkiwało 1980 osób, 110 os./km².
W dniach 14 i 15 stycznia 1797 Napoleon Bonaparte stoczył pod Rivoli zwycięską bitwę z Austriakami.